# علي أوزتورك (لاعب كرة قدم)
علي أوزتورك (بالتركية: Ali Öztürk)‏ هو لاعب كرة قدم تركي في مركز الهجوم، ولد في 12 أبريل 1987 في دولي ‏ في تركيا. لعب مع بالق أسير سبور.

## وصلات خارجية
- علي أوزتورك (لاعب كرة قدم) على موقع اتحاد تركيا (لاعب) (الإنجليزية)
- علي أوزتورك (لاعب كرة قدم) على موقع قاعدة بيانات كرة القدم.إي يو (الإنجليزية)
- علي أوزتورك (لاعب كرة قدم) على موقع Soccerway.com (الإنجليزية)
- علي أوزتورك (لاعب كرة قدم) على موقع عالم كرة القدم.نت (الإنجليزية)